# Frederic Guillem III de Prússia
Frederic Guillem III de Prússia (Potsdam, 1770 - 1840), rei de Prússia des de l'any 1797 i fins a la seva mort a Potsdam l'any 1840. Pel moment històric en què regnà hagué de lluitar contra les tropes napoleòniques que ocuparen Prússia a la primera dècada del segle xix.
Fill del rei Frederic Guillem II de Prússia i de la princesa Frederica Lluïsa de Hessen-Darmstadt nasqué a Potsdam el dia 3 d'agost de 1770. Alhora era net del príncep August Guillem de Prússia i de Lluïsa Amàlia de Brunswick-Lüneburg per part de pare mentre que per part de mare era net del landgravi Lluís IX de Hessen-Darmstadt i de la comtessa Carolina de Zweibrücken. Frederic Guillem era net-nebot del cèlebre rei Frederic II de Prússia.
Frederic Guillem estigué educat per tutors de la Cort la qual cosa era un fet bastant comú a totes les corts europees. A més a més, passà gran part de la seva joventut a la propietat de Paretz de l'aristòcrata i militar, comte Hans von Blumenthal, compartint educació i jocs d'infància i joventut amb els fills del comte. Amb el comte i la seva família realitzà el Grand Tour durant la dècada de 1780. La felicitat viscuda a aquesta finca rural feu que l'any 1795 l'adquirís i la convertís en un recinte rural de la Corona. Frederic Guillem esdevingué un nen malencòlic educat amb valors d'honestadat i religiositat.
Frederic Guillem rebé una extensa formació militar, obtenint el grau de lieutanent l'any 1784 i esdevingué coronel l'any 1790. Prengué part a les campanyes contra França de 1792 a 1794.
El 24 de desembre de 1793 es casà amb la princesa Lluïsa de Mecklenburg-Strelitz famosa per la seva bellesa i valentia durant l'ocupació napoleònica. Lluïsa de Mecklenburg-Strelitz era filla del príncep Carles II de Mecklenburg-Strelitz i de la princesa Frederica de Hessen-Darmstadt. La parella tingué els següents fills:
- SM el rei Frederic Guillem IV de Prússia nascut el 1795 a Berlín i mort el 1861 a Potsdam. Es casà amb la princesa Elisabet de Baviera.
- SM el rei Guillem I de Prússia nascut a Berlín el 1797 i mort el 1888 a Berlín. Es casà amb la princesa Augusta de Saxònia-Weimar-Eisenach.
- SAR la princesa Carlota de Prússia nascuda a Berlín el 1798 i morta el 1860 a Sant Petersburg. Es casà amb el tsar Nicolau I de Rússia.
- SAR la princesa Frederica de Prússia nascuda el 1799 a Potsdam i morta el 1800 a Berlín.
- SAR el príncep Carles de Prússia nascut el 1801 a Berlín i mort el 1883 a la mateixa ciutat. Es casà amb la princesa Maria Lluïsa de Saxònia-Weimar-Eisenach.
- SAR la princesa Alexandrina de Prússia nascuda el 1803 a Berlín i morta el 1892 a Schwerin. Es casà amb el gran duc Pau Frederic de Mecklenburg-Schwerin.
- SAR el príncep Ferran de Prússia nascut el 1804 a Berlín i mort el 1806 a Berlín.
- SAR la princesa Lluïsa Augusta de Prússia nascuda el 1808 a Königsberg (Kaliningrad) i morta a Wassenar el 1872. Es casà amb el príncep Frederic dels Països Baixos.
- SAR el príncep Albert de Prússia nascut el 1809 a Königsberg (Kaliningrad) i mort el 1870 a Berlín. Es casà amb la princesa Marianna dels Països Baixos en primeres núpcies, i en segones amb la princesa Rosalia von Rauch.

Frederic Guillem arribà al tron el 16 de novembre de 1797 després del breu regnat del seu pare. Les seves primeres accions se centraren a crear un nou gavinet d'índole reformista i abolicionista de la repressió que el seu pare i els seus ministres havien instaurat. Desafortunadament, malgrat que ell tenia tota la tenacitat que havia caracteritzat els membres de la seva família no gaudia de la capacitació dels membres més destacats de la seva família.
La política vacil·lant davant de les tropes napolèoniques i l'avenç de l'emperador francès, ja que primer declarà la neutralitat del país i posteriorment hagué de fer front a l'ocupació, no pogué evitar la invasió i ocupació total i dramàtica del país. A partir del 14 d'octubre de 1806 amb la batalla de Jena l'exèrcit prussià abans el més poderós del continent era desfet per l'exèrcit francès. La família reial hagué de fugir i refugiar-se a la Prússia Oriental, a la ciutat de Königsberg i posteriorment a Sant Petersburg on s'ha especulat sobre una possible relació sentimental entre el tsar Alexandre I de Rússia i la reina Lluïsa de Mecklenburg-Strelitz.
La pau de Tilsit de 1807 entre Rússia, Prússia i França ocasionà enormes pèrdues territorials per part dels prussians que perderen Posnània, i tots els territoris a l'oest de l'Elba inclòs la regió de Silèsia. A part, la resta de Prússia hagué de realitzar importants contribucions financeres a les arques franceses a part de sufragar les tropes franceses que ocupaven Prússia.
Tot i que el monarca semblà resignar-se al trist destí de la que el segle anterior havia estat la principal potència militar del continent, diferents ministres reformadors com el Baró von Stein, el Príncep von Hardenberg, Scharnhorst i el Comte Gneisenau amb el suport de la reina Lluïsa de Mecklenburg-Strelitz començaren reformes administratives i militars per poder-se enfrontar amb garanties a l'ocupació francesa.
La reina Lluïsa de Mecklenburg-Strelitz morí a la ciutat mecklenburguesa de Strelitz l'any 1810. El francàs que suposà la invasió russa per Napoleó Bonaparte feu que Frederic Guillem se situés de nou sota l'òrbita dels monarques contraris al poder francès. El 9 de gener de 1812, les tropes franceses van ocupar de sobte la Pomerània sueca, aparentment per posar fi al comerç il·legal amb el Regne Unit des de Suècia, que violava el sistema continental, aleshores, Suècia va signar el Tractat secret de Sant Petersburg amb Rússia contra França i Dinamarca-Noruega el 5 d'abril de 1812. El 18 de juliol de 1812, els Tractats d'Örebro van posar fi formalment a les guerres entre Gran Bretanya i Suècia i Gran Bretanya i Rússia, formant la base de la coalició entre Rússia, Gran Bretanya i Suècia, encara que els paràmetres exactes d'una aliança militar van romandre en negociació durant l'hivern de 1812-1813. Frederic Guillem firmà una aliança amb Rússia l'any 1813 a Kalitsch. El 13 de març Frederic Guillem va declarar la guerra a França, que va ser rebuda pels francesos el 16 de març. El primer conflicte armat es va produir el 5 d'abril a la batalla de Möckern, on les forces prusso-russes combinades van derrotar les tropes franceses. Bonaparte, tot i grans èxits on el seu geni va brillar amb força (com la batalla de Dresden on va derrotar a tropes que gairebé li doblaven en nombre) es va veure obligat a reorganitzar els seus exèrcits al llarg de totes les línies de defensa, estant desesperadament mancat de cavalleria. Finalment va ser derrotat en la batalla de Leipzig en Saxònia, l'octubre de 1813, i van emprendre la reeixida invasió de França el 1814, que va forçar a Napoleó a abdicar i va obrir el camí a la restauració dels Borbó. Les tropes prussianes esdevingueren claus en la victòria sobre les tropes napoleòniques, el rei esdevingué junt amb el seu comandant, el Prínceps Schwarzenberg, i l'emperador Francesc I d'Àustria i el tsar Alexandre I de Rússia els caps visibles de la derrota continental de l'exèrcit napolèonic.
Al Congrés de Viena de 1815, els ministres de Frederic Guillem aconseguiren importants guanys territorials per Prússia. El país cresqué amb un terç del regne de Saxònia, aconseguiren dominar grans extensions dels bisbats secularitzats l'any 1803 de l'entorn del riu Rin a part de les possessions sueques al nord d'Alemanya.
Malgrat tot, Frederic Guillem no complí mai les seves promeses d'atorgar una constitució al país que havia promès l'any 1813. Morí l'any 1840 i essent succeït pel seu fill, el rei Frederic Guillem IV de Prússia, deixant un país molt més extens, més ben preperat militarment i econòmicament de com ell l'havia rebut del seu pare.